# 小林亜也子
小林 亜也子（こばやし あやこ、1969年9月17日 - ）は、兵庫県出身の元女優、元ラジオパーソナリティ、企業経営者、法人役員。

Officeアイム代表、特定非営利活動法人春日部鉄道写真館理事。
兵庫県立宝塚北高等学校演劇科卒業（一回生）を経て、大阪成蹊短期大学卒業後に芸能界を引退。
現在は、結婚後の姓である森川 あやこ（もりかわ あやこ）として、日本全国各地で企業研修講師や人財育成コンサルタントとして活動する傍ら、鉄道ファンとしてもメディアやイベント等で活躍している。

## 概要・人物
当時のプロフィールは身長156cm、体重46kg、B88cm・W61cm・H89cm。血液型A型。趣味は映画鑑賞、推理小説を読むこと。
高校在学中の1986年9月から11月にかけて行われた「映画『スケバン刑事』 全国縦断オーディション」に、妹に勧められて応募。書類審査（9月25日）通過、関西地区予選（10月11日）、最終決戦大会（11月2日）まで進んだ結果、応募者約78,000人の中からグランプリとフォトジェニック賞をダブルで獲得し、1987年2月公開の映画『スケバン刑事』で芸能界デビュー。オーディションでは、早口言葉を披露した。
その後、小林を主人公に配したテレビシリーズの続編が企画されるも途中で頓挫し、『スケバン刑事III』の最終回に出演するにとどまり、高校卒業後は関西地方においてポスターやキャンペーン等のモデル（神戸市営地下鉄西神・山手線西神中央駅延伸開業時や神戸市営バス都市新バスシステム「かもめライン」運行開始時のイメージキャラクター等）を務めたのち、契約期間満了と共に芸能界を引退。
結婚・出産後にパートタイムで始めた、コールセンターの電話オペレーターが切っ掛けで人財育成の道へ進むこととなり、企業や業界団体などを対象とした企業研修講師の仕事を本格的に開始。研修会社勤務を経て、2008年3月30日に個人事務所『Officeアイム』を設立。

参加した人が元気に笑顔に幸せになれるスマイル幸師（自身の登録商標でもある）として、笑顔・コミュニケーション・表現力アップ・チームワークに関わる講座・講演・研修を全国各地で開催し、その受講者数はのべ45万人以上を誇る。
2017年10月6日放送のTBS『爆報! THE フライデー』に30年ぶりにテレビ出演し、引退理由や近況を報告した。
企業研修講師の活動では日本全国を回り、それが主に列車移動であることから、鉄道旅の魅力に惹かれ鉄道ファン（鉄子・女子鉄）となる。第三セクター鉄道等協議会（三セク協）と旅行読売出版社による共同連携事業として2020年7月10日に始まった「鉄印帳」では、開始から僅か4か月後の同年11月、参加鉄道会社40社を全てコンプリートして「鉄印帳マイスター」となった。それが縁で、現在では『鉄印女王 森川あやこ』として、メディア（鉄印帳関連書籍）や各種イベント（読売旅行主催の鉄印帳ツアーや三セク協加盟鉄道会社による貸切列車ツアー等）でも幅広く活動しているほか、鉄道を専門分野とするNPO法人形態の報道機関で、同じく「鉄印帳マイスター」となっている『春日部鉄道写真館』の法人理事も務めている。
2022年10月13日から、奈良県王寺町のコミュニティFM局「FMハイホー」で放送を開始したラジオ番組『BOSSステーションまほろば号』のサブパーソナリティに就任し、2023年7月13日放送分まで務めた。
2023年1月31日、出身地の兵庫県神河町より「神河町ハート大使」を2025年1月30日までの任期で委嘱された。
2024年9月19日放送のテレビ朝日『あいつ今何してる?』にテレビ出演し、先述の企業研修講師としての活動や、鉄印女王としての活動を中心に紹介された。
日本全国のあらゆるデザインのマンホールの蓋を写真に撮ってSNSへアップするほどの「マンホール蓋愛好家（マンホーラー）」であるほか、全国各地のフルマラソン大会にも多数出場し完走しているマラソンランナーでもある。

## 出演作品
映画
- スケバン刑事（1987年2月14日、東映） - 加藤めぐみ 役

ドラマ
- スケバン刑事III 少女忍法帖伝奇（1987年10月29日、フジテレビ） - 天輪聖王 役

ラジオ
- BOSSとちーちゃんのGo！Go！トレイン（2022年1月6日、ならどっとFM） - 鉄トークゲスト
- 773レ ホリデーライナー宇都宮（ミヤラジ）
  - 「放送開始1周年記念 野岩鉄道クラウドファンディング全力応援スペシャル」（2022年9月23日） - スペシャルゲスト（野岩鉄道代表取締役社長 二瓶正浩と共に出演）
  - 「放送70回記念スペシャル」（2023年3月12日） - スペシャルゲスト（駅旅写真家 越信行と共に出演）
- FM千里＋「THAT'S COOL MUSIC」（2022年10月4日、FM千里） - ゲスト
- BOSSステーションまほろば号（2022年10月13日 - 2023年7月13日、FMハイホー） - サブパーソナリティ
- 週末hanako＋（2022年11月6日、FM-HANAKO） - ゲスト

## 書籍
すべて森川あやこ名義として
- 『愛されるリーダーになるための簡単コミュニケーション術』（2013年7月27日 創藝社）
- 『選ばれる技術』（2016年8月28日 デザインエッグ社）
- 『旅行読売臨時増刊 オフィシャルブック鉄印帳の旅』（2021年3月2日 旅行読売出版社）
- 『旅行読売臨時増刊 鉄印帳フォトブック』（2022年3月29日 旅行読売出版社）- 本人による鉄印集めの旅を写真と共に紹介している